# Monnechroma uniforme
Monnechroma uniforme là một loài bọ cánh cứng trong họ Cerambycidae.